# Candice Swanepoel
Candice Susan Swanepoel (Mooirivier, Zuid-Afrika, 20 oktober 1988) is een Zuid-Afrikaans model. Haar geboorteplaats Mooirivier ligt in de Zuid-Afrikaanse provincie KwaZoeloe-Natal. Swanepoel is bekend van Victoria's Secret en sinds eind 2009 ook als een van de Angels.
Swanepoel werd door Kevin Ellis voor het eerst gespot op een rommelmarkt in Durban op de leeftijd van 15 jaar. Vanaf haar zestiende verdient Swanepoel ongeveer 6.000 euro voor een dag werk. Dit is ongeveer twee miljoen euro per jaar. Ze is het eerste Zuid-Afrikaanse model dat de Victoria's Secret Fashion Show gelopen heeft. Kevin Ellis zei: "It was like… honestly, like a beautiful flamingo walking past my shop. The way she walked past just did it for me.” Vandaar dat ze de bijnaam 'Flamingo' heeft.

## Modellencarrière
Swanepoel heeft vele malen op de omslag van tijdschriften gestaan, onder meer die van Vogue (Griekenland), Elle (Duitsland), en Ocean Drive (Amerika). Ook heeft ze haar medewerking verleend aan advertenties voor Nike, Diesel, Guess en Versus Eyewear. 

Ze stond op de catwalk voor onder andere Tommy Hilfiger, Dolce & Gabbana, Sass and Bide, Betsey Johnson en Diane von Fürstenberg alsook voor Victoria's Secret vanaf 2007. Swanepoel werkte ook mee aan de 2010 "SWIM"-editie samen met Lindsay Ellingson, Rosie Huntington-Whiteley en Erin Heatherton.